# ديفيد برازيل
ديفيد برازيل هو سياسي كندي، ولد في 20 سبتمبر 1963. حزبياً، نشط في حزب المحافظين التقدمي في نيوفندلاند ولابرادور ‏.